# John W. Olney
John William Olney (* 23. Oktober 1931 in Marathon, Iowa; † 14. April 2015 in St. Louis, Missouri) war ein US-amerikanischer Psychiater und Neuropathologe. Er war Professor für Psychiatrie sowie Professor für Pathologie und Immunologie an der Washington University in St. Louis. Olney war Mitglied vieler wissenschaftlicher Vereinigungen, so auch des Institute of Medicine der National Academy of Sciences und Träger wissenschaftlicher Ehrungen.

## Wirken
Bekannt wurde Olney unter anderem durch seine Forschungen über Schädigungen des Gehirns durch Glutamat, Aspartam und Cystein. Allein seine Veröffentlichungen zum Thema Aspartam (einem in den Produkten der Lebensmittelindustrie weit verbreiteten Süßungsmittel) umfassen 34 verschiedene Studien. Er war an über 80 Studien zur Untersuchung von Glutamat beteiligt, davon an vielen federführend. Insgesamt sind annähernd 500 Veröffentlichungen bekannt. Viele seiner Studien wurden auch in den führenden wissenschaftlichen Zeitungen in den USA und Großbritannien veröffentlicht (Science, Nature).
1996 veröffentlichten Olney et al. eine Studie mit dem (übersetzten) Titel: Anstieg der Gehirntumorraten – gibt es eine Beziehung zu Aspartam?, welche auch in Europa großes Aufsehen erregte. Die Europäische Behörde für Lebensmittelsicherheit (EFSA) hingegen spricht seit 2002 von einer Unbedenklichkeit von Aspartam. Das Bundesinstitut für Risikobewertung konnte im Jahr 2003 keinen Zusammenhang zwischen den durch Stoffwechsel aus Aspartam entstehenden Stoffen Asparaginsäure, Phenylalanin und Methanol mit unerwünschten Wirkungen wie Kopfschmerzen, Allergien, neuroendokrinen Veränderungen, Epilepsie oder Hirntumoren bestätigen.

## Olneys Läsionen
Olneys Läsionen sind Hirnschäden, welche durch neurotoxische Dosen nonkompetitiv wirkender NMDA-Antagonisten (Kanalblocker) verursacht werden, von denen einige als dissoziative Drogen bekannt sind.
In Versuchen an Mäusen, Ratten und Affen entdeckte Olney kleine Hohlräume bzw. Verletzungen (Läsionen) primär in posterior cingulären und retrosplenialen Arealen des Cortex.
Eine entsprechende human-toxische Wirkung liegt aufgrund von Erfahrungsberichten, die z. B. Lern- und Gedächtnisstörungen schildern, nahe. Jedoch bleibt die neurowissenschaftliche Humanforschung in diesem Zusammenhang grundsätzlich ein schwieriges Unterfangen.